# Wolfgang Engels (Flüchtling)

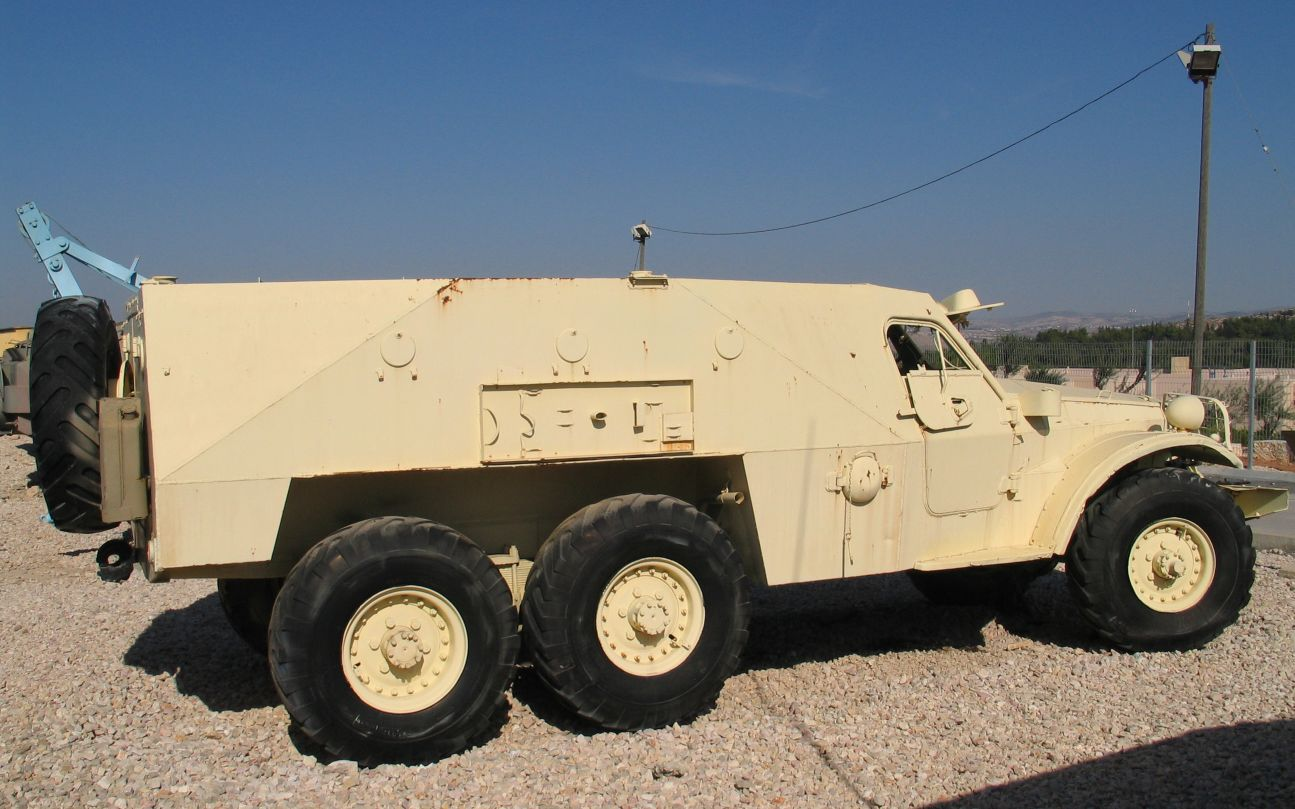
Typ des Fluchtfahrzeugs

Wolfgang Engels (* 1943 in Düsseldorf) ist ein ehemaliger, als Autoschlosser und Fahrer angestellter Zivilbeschäftigter der Nationalen Volksarmee, der 1963 durch seine Flucht aus der DDR bekannt wurde, als er mit einem gestohlenen Schützenpanzerwagen vom Typ BTR-152 die Berliner Mauer durchbrach.

## Kindheit und Jugend
Wolfgang Engels’ Mutter, ein westdeutsches Mitglied der KPD, zog 1952 mit ihrem Sohn im Parteiauftrag nach Ost-Berlin, später nach Dresden und heiratete einen Major der Nationalen Volksarmee. Seine Mutter war dann bei der Staatssicherheit im höheren Dienstgrad, und sein Stiefvater war Major im Ministerium des Innern, Abteilung Luftschutz. Engels erlernte dort nach dem Schulabschluss den Beruf des Schlossers. 1960 wurde er Soldat, zunächst stationiert auf Rügen, später zur Grenzsicherung in Ost-Berlin. Der Entschluss zur Flucht entstand, nachdem Engels mit Freunden in der Nähe der Mauer wegen mutmaßlich versuchten „ungesetzlichen Grenzübertritts“ festgenommen wurde, obwohl die Gruppe lediglich unbeabsichtigt ins Sperrgebiet am Reichstagsgebäude gelangt war.

## Flucht
Am 17. April 1963 begab sich Engels zum NVA-Gelände Magerviehhof Friedrichsfelde, wo die 8. motorisierte Schützendivision stationiert war. Dort führte er zunächst Gespräche mit den anwesenden Panzerwagenfahrern und ließ sich im Austausch gegen eine Fahrt in seiner Dienstlimousine die Technik der Fahrzeuge erklären. Als die Soldaten das Gelände zum Abendessen verließen, entwendete Engels einen der abgestellten Schützenpanzerwagen, mit dem er die Mauer durchbrechen wollte. Dafür wählte er eine Stelle in Treptow an der Ecke Elsenstraße und Heidelberger Straße, die für Fahrzeuge dieser Art gut zugänglich war. Wenige hundert Meter vor den Grenzbefestigungen hielt Engels an und fragte einige Passanten, ob sie sich seiner Flucht anschließen wollen. Da niemand zustieg, fuhr Engels allein weiter. Um 19.44 Uhr prallte er mit dem Fahrzeug gegen die Grenzbefestigung, wobei er sich Kopfverletzungen zuzog. Die Front des Panzerwagens durchbrach die Absperrung, da Engels jedoch den Motor abwürgte, blieb der Wagen stecken und der Ausstieg befand sich noch immer auf ostdeutscher Seite. Engels verließ den Wagen und versuchte über die Motorhaube hinweg über die Mauer zu klettern.
Ein Angehöriger der DDR-Grenztruppen eröffnete das Feuer, ein West-Berliner Schutzpolizist schoss zurück und gab Engels Feuerschutz. Er erlitt einen Lungendurchschuss und Verletzungen an der linken Hand. Unter Mithilfe von Mitgliedern eines Sparvereins, die in einer nahegelegenen Gastwirtschaft feierten und ihn auf die westdeutsche Seite zogen und versorgten, gelang ihm jedoch schließlich die Flucht. Engels musste trotz seiner Schlosserausbildung in der DDR noch einmal ein Dreivierteljahr lernen und den Gesellenbrief machen. Wolfgang Engels unterrichtete später als Lehrer an der Realschule in Soltau die Fächer Geschichte und Biologie.

## Verfolgung durch die Staatssicherheit in der Bundesrepublik Deutschland
Die Stasi hatte einen Plan für seine Entführung in die DDR aufgestellt. Dazu wurde vom Ministerium für Staatssicherheit ein Inoffizieller Mitarbeiter  angesetzt, der ihn in Düsseldorf, wo er nach seiner Flucht zunächst lebte, auskundschaftete. Der Plan wurde nicht umgesetzt.